# 야마다 이쓰키
야마다 이쓰키(일본어: 山田 樹, 1990년 10월 5일~)는 일본의 축구 선수이다.

## 구단 경력
그는 2013년 알비렉스 니가타 싱가포르에 입단했다. 2015년까지 79경기에 출전하여, 5득점을 넣었다. 2016년부터 2017년까지 라오 토요타와 Customs United FC에서 뛰었다. 2017년 4월 J3리그의 블라우블리츠 아키타로 이적했다. 2018년까지 43경기에 출전하여, 5득점을 넣었다. 2018년후 현역 은퇴.